# Juja (Ägypter)

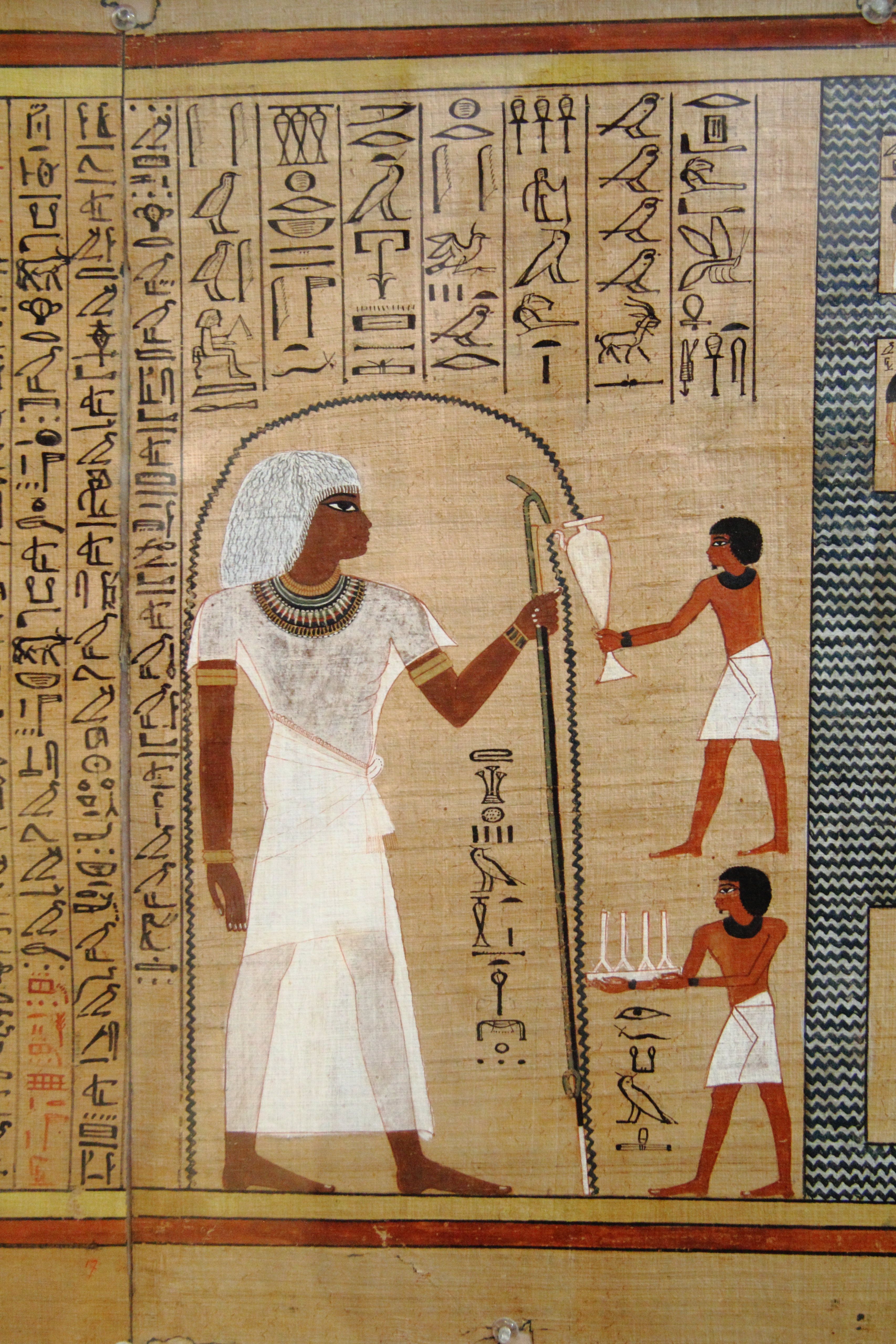
Juja, dargestellt in seinem Totenbuch-Papyrus

Juja war ein hochrangiger altägyptischer Beamter in der 18. Dynastie (Neues Reich). Er war der Schwiegervater von König (Pharao) Amenophis III., der etwa von 1388 bis um 1351 v. Chr. regierte (nach Helck 1379–1340, nach Krauss 1390–1353 v. Chr.).

## Familie und Titel
Die Schreibung seines Namens variiert auf seinen Denkmälern, zwischen Jau, Jaa, Yuja, Jay oder Iay um nur einige Beispiele zu nennen. Seine Gemahlin hieß Tuja. Ihre Tochter Teje war die „Große königliche Gemahlin“ von Amenophis III. und Mutter des Echnaton. Aanen, einer seiner Söhne, war der „zweite Priester des Amun“. Juja trug eine Reihe von wichtigen Titeln, wie „Gottesvater“, „Priester des Min“ und „Aufseher der Pferde“, und „Vorsteher der Rinder des Min, des Herren von Achmim“. Er trug auch die hohen Rangtitel „Mitglied der Elite“ (Iripat), „Vorderster an Aktion“ (Hatia), „königlicher Siegler“ und „einziger Freund“. Wie seine Titel andeuten, stammte er wahrscheinlich aus Achmim.

## Grabanlage
Juja und seine Frau Tuja wurden in einem Felsengrab (KV46) im Tal der Könige bestattet, eine große Ehre für ein bürgerliches Paar. Das Grab war nur teilweise beraubt und wurde 1905 von James Edward Quibell aufgefunden.
Es enthielt noch die teils vergoldeten Särge des Paares, zahlreiche Möbel, das Totenbuch der beiden und andere wichtige Objekte einer reichen Bestattung dieser Zeit. Die Funde befinden sich heute größtenteils im Ägyptischen Museum von Kairo.